# Fusinus aepynotus
Espèce
Synonymes
- Fusus aepynotus Dall, 1889

Fusinus aepynotus est une espèce de mollusques gastéropodes marins de la famille des Fasciolariidae.

## Habitat et répartition
On trouve cette espèce dans le Golfe du Mexique.